# Georg Christiansen
Georg Christiansen (Flensburg, 1914. október 21. – Kruså, 1997. június 14.) német katona. A második világháborúban korvettkapitányként szolgált. Megkapta a Vaskereszt Lovagkeresztjének tölgyfalombokkal díszített fokozatát.

## Bibliográfia
- Dörr, Manfred. Die Ritterkreuzträger der Überwasserstreitkräfte der Kriegsmarine—Band 1: A–K (német nyelven). Osnabrück, Németország: Biblio Verlag (1995). ISBN 978-3-7648-2453-2
- Fellgiebel, Walther-Peer. Die Träger des Ritterkreuzes des Eisernen Kreuzes 1939–1945 – Die Inhaber der höchsten Auszeichnung des Zweiten Weltkrieges aller Wehrmachtteile (német nyelven). Friedberg, Németország: Podzun-Pallas (2000). ISBN 978-3-7909-0284-6